# Rio Kinzig (Floresta Negra)
Rio Kinzig perto de Hausach
O Rio Kinzig é um rio alemão, cuja nascente localiza-se na Floresta Negra no estado alemão de Baden-Württemberg.
O vale baixo do Rio Kinzig tem um clima favorável à cultura de vinho e frutas. O município mais importante às margens do rio é a cidade de Offenburg. Desemboca no Rio Reno na altura de Kehl.